# 76-я бригада эскадренных миноносцев
76-я бригада эскадренных миноносцев (сокращённо — 76-я БЭМ или 76-я бригада ЭМ, войсковая часть 31062) — соединение Балтийского флота ВМФ СССР.

## История соединения
Бригада была сформирована в апреле 1951 года на базе дивизиона эсминцев, участвовавшего в обороне Ленинграда во время Великой Отечественной войны. С 1952 по 1956 год бригада входила в состав 32-й дивизии крейсеров 8-го ВМФ и базировалась на Таллинскую ВМБ. В 1953 году 76-я бригада ЭМ завоевала сразу два приза Главкома ВМФ за артиллерийские и торпедные стрельбы. С 1956 по 1971 годы бригада находилась в составе Восточно-Балтийской флотилии. 11 января 1971 года бригада была включена в состав 12-й дивизии ракетных кораблей и перебазирована на Лиепайскую военно-морскую базу. За период 1961—1983 годов корабли бригады выходили на 48 боевых служб и посетили 26 портов 18 иностранных государств.
Расформирована в 1998?

## 106-й дивизион малых ракетных кораблей
Дивизион был сформирован директивой главного штаба ВМФ от 12 марта 1974 года и включён в состав бригады. В дивизион входили МРК «Волна», «Молния», «Град», «Радуга» и «Шквал».

## 57-й дивизион противолодочных кораблей
Дивизион включён в состав бригады в 1983 году директивой главного штаба ВМФ. В дивизион входили сторожевые корабли проекта 50: СКР-5, СКР-14, «Туман», «Комсомолец Литвы», «Кобчик», СКР-50, "Кугуар".

## Известные командиры
- С 1951 — капитан 1 ранга В. Е. Москалюк (первый командир соединения)[1];
- капитан 1 ранга Г. А. Визель;
- С июня 1953 по декабрь 1955 капитан 1 ранга Бакарджиев, Вячеслав Георгиевич[3];
- капитан 1 ранга Борис Гаврилов;
- капитан 1 ранга Т. Г. Катышев;
- капитан 1 ранга Зарубин
- 1982—1984 — капитан 1 ранга Бобраков А. В.[4]
- капитан-лейтенант Степанов С.С. *1977-1981г.

## Происшествия
21 ноября 1956 года в Суурупском проливе (Таллинский залив) эсминец бригады «Статный» столкнулся со следующей встречным курсом в надводном положении подводной лодкой М-200 «Месть» 157-й отдельной бригады подводных лодок Балтийского флота. Подводная лодка в течение 10 минут затонула, в результате чего погибло 28 подводников.